# Platygaster puccinii
Platygaster puccinii is een vliesvleugelig insect uit de familie van de Platygastridae. De wetenschappelijke naam van de soort is voor het eerst geldig gepubliceerd in 1995 door Vlug.